# Vasszilvágy
Vasszilvágy là một thị trấn thuộc hạt Vas, Hungary. Thị trấn này có diện tích 11,8 km², dân số năm 2010 là 413 người, mật độ 35 người/km².